# لشکر ۱۰۸ پیاده (ایالات متحده آمریکا)
لشکر ۱۰۸ پیاده (انگلیسی: 108th Training Command) لشکر پیاده‌نظام نیروی زمینی ایالات متحده آمریکا و تحت امر ذخیره نیروی زمینی ایالات متحده آمریکا است، که در سال ۱۹۴۶ تأسیس شد. ستاد فرماندهی و پادگان آموزشی لشکر ۱۰۸ در شهر شارلوت، کارولینای شمالی قرار دارد.
لشکر ۱۰۸ پیاده در زمان فعال شدن، به عنوان لشکر ۱۰۸ هوابرد تعیین شد، اما در سال ۱۹۵۲ به لشکر ۱۰۸ پیاده نظام تغییر نام داد. در سال ۱۹۵۶، این لشکر دوباره سازماندهی شد، این بار به عنوان لشکر ۱۰۸ (آموزش نهادی). تحت تحول ذخیره ارتش ایالات متحده در سال ۲۰۰۵، لشکر ۱۰۸ به ساختار فعلی خود به عنوان فرماندهی آموزشی ۱۰۸ سازماندهی مجدد شد. این فرماندهی در حال حاضر یکی از بزرگترین واحدهای ذخیره ارتش است که ۹۰۰۰ سرباز را فرماندهی و هماهنگ می‌کند.